# Carcelia yalensis
Carcelia yalensis là một loài ruồi trong họ Tachinidae.